# Богданець Валерій Володимирович
Валерій Володимирович Богданець (рум. Valeriu Bogdăneț; нар. 9 квітня 1960, Полтава, УРСР) — радянський та молдовський футболіст українського походження, півзахисник, молдовський футбольний тренер.

## Кар'єра гравця
Футбольну кар'єру розпочав 1978 році в полтавської «Ворскли», у футболці якої зіграв 1 матч у Другої ліги. У 1983 році перейшов до «Іскри», у футболці якої дебютував 2 червня 1983 року в нічийному (0:0) жомашньому поєдинку 14-го туру Першої ліги проти кемеровського «Кузбасу». Валерій вийшов на поле на 70-ій хвилині, замінивши Костянтина Ржепишевського. У Першій лізі зіграв 16 матчів, ще 9 поєдинків провів у першості дублерів. Наступного року перебрався в «Ністру». У новій команді дебютував 18 лютого 1984 року в переможному (2:0) домашнього поєдинку 1/32 фіналу кубку СРСР проти ферганського «Нафтовика». Богданець вийшов на поле в стартовому складі та відіграв увесь матч. У Першій лізі дебютував за «Ністру» 8 квітня 1984 року в переможному (2:1) домашньому поєдинку 1-го туру проти хабаровського СКА. Валерій вийшов на поле в стартовому складі та відіграв увесь матч. Першим голом за кишинівську команду відзначився 3 червня 1984 року на 75-ій хвилині переможного (3:1) домашнього поєдинку 14-го туру Першої ліги проти ворошиловградської «Зорі». Валерій вийшов на поле в стартовому складі, а на 80-ій хвилині його замінив Сергій Дейнега. У команді провів два сезони, за цей час у Першій лізі Росії зіграв 52 матчі (5 голів), ще 1 матч провів у кубку СРСР.
У 1986 році повернувся у «Ворсклу», яка виступала в змаганнях КФК. Наступний рік провів у «Ністру» та тираспольському «Текстильнику», які виступали в Другій лізі СРСР. З 1988 по 1990 рік знову захищав кольори «Ворскли». На початку 90-их років отримав молдовське громадянство, виступав за клуби Національного дивізіону Молдови «Динамо-Кодру» (Кишинів), «Сперанца» (Ніспорени), «Молдова» (Боросені), «Торентул» (Кишинів) та МХМ-93 (Кишинів). У середині 1990-их років повернувся до України. З 1997 по 1999 рік виступав за рокитянський «Маяк» у чемпіонаті Полтавської області. 

## Кар'єра тренера
По завершенні кар'єри гравця розпочав тренерську діяльність. У 1999 році очолив смоленський «Кристал-2». З 1999 році працював в академії смоленського «Кристалу». З 2005 по 2010 рік допомагав тренувати юнацьку збірну Росії (U-17). У 2008 році очолив академію «Хімок», якою керував де 2009 року. З 2011 по 2012 рік — помічник головного тренера молодіжної команди «Ростова» (Ростов-на-Дону). У 2015 році очолював нижньогородську «Волги-Олімпійця». З 2021 року головний тренер іншого нижньогородського клубу, «Волни».

## Досягнення
«Молдова» (Боросені)
- Національний дивізіон Молдови
  -  Бронзовий призер (1): 1992/93